# Ивица Кунчевић
Ивица Кунчевић (Бартоловец, 9. април 1945) је позоришни редитељ и универзитетски професор.

## Биографија
Дипломирао је 1969. компаративну књижевност и југославенске језике и књижевности на Филозофском факултету те студирао позоришну режију на Академији казалишне и филмске умјетности (данас Академија драмске умјетности) у Загребу.
Као редитељ испрва је ангажован у Позоришту Марина Држића у Дубровнику (1969–77) и у Драмском позоришту Гавела (1977–82) у Загребу, а потом, до пезнионисања 2012, у загребачкоме ХНК-у.
Био је управник драмског програма Дубровачких летњих игара 2002–09.
Предаје на Академији драмсе умјетности у Загребу.
Режирао је телевизијски филм Дундо Мароје.
Објавио је збирке театролошких есеја Амбијенталност на дубровачку (2012) и Редатељске биљешке (2017).
Добио је Награду Бојан Ступица.

## Одабрана театрографија
- Хенрих IV, 09.04.1974, Ниш, Народно позориште[4]
- Зојкин стан, 03.04.1982, Београд, Југословенско драмско позориште[4]
- Волпоне, 04.03.1983, Београд, Народно позориште[4]
- Ујка Вања, 15.03.1987, Београд, Народно позориште[4]
- Плава боја снијега[2]
- Какав куплерај[2]
- Антигона[2]
- Идиот или неопходно потребно очитовање[2]
- Макбет[2]
- Хамлет[2]
- Вишњик[2]
- Три сестре[2]
- Ујка Вања[2]
- Новела од Станца[2]
- Аркулин[2]
- Тирена[2]
- Скуп [2]
- Дундо Мароје[2]
- Еквиноцијо[2]
- Дубровачка трилогија[2]
- Машкарате испод купља[2]
- Тужна Јела[2]

## Рефенце
1. ↑  „KUNČEVIĆ, IVICA” (на језику: хрватски). Приступљено 2021-12-13.
2. 1 2 3 4 5 6 7 8 9 10 11 12 13 14 15 16 17 18 19 20 21 22  „Kunčević, Ivica | Hrvatska enciklopedija”. www.enciklopedija.hr. Приступљено 2021-12-13.
3. ↑  „Ivica Kunčević”. TEATAR.HR (на језику: хрватски). Приступљено 2021-12-13.
4. 1 2 3 4  „Музеј позоришне уметности Србије”. teatroslov.mpus.org.rs. Приступљено 2021-12-13.